# Высокое (Барвенковский район)
Высо́кое (укр. Високе, до 2016 г. — Жовтне́вое) — село, Ивановский сельский совет, Изюмский район, Харьковская область, Украина.
Код КОАТУУ — 6320483503. Население по переписи 2001 г. составляет 178 (79/99 м/ж) человек.

## Географическое положение
Село Высокое находится в 4-х км от села Ивановка.
В 3-х км протекает река Сухой Торец, рядом находится балка Сосновая.